# Straža (Vršac)
Straža (srbsky Стража, maďarsky Temesőr, rumunsky Strajă) je vesnice nacházející se v severovýchodní části Srbska, administrativně spadající pod opštinu Vršac v autonomní oblasti Vojvodina, v regionu Banátu a při hranici s Rumunskem. V roce 2011 zde žilo 538 obyvatel, počet obyvatel vsi od roku 1961 prudce klesá. Obyvatelstvo je v drtivé většině rumunské národnosti.
Obec vznikla v druhé dekádě 18. století v souvislosti s kolonizací dolních Uher po stažení Turků. Usídleni sem byli němečtí kolonisté. Proto byla vesnice známa nejprve pod názvem Lagerdorf, současný srbský název se objevuje až roku 1880. V druhé polovině 19. století sem byla zavedena železniční trať, postaveno bylo rovněž i nádraží. Ještě předtím vznikla moderní silnice do Vršace. Na počátku 20. století zde již dominovalo rumunské obyvatelstvo. Obec se roku 1918 stala součástí Jugoslávie a od roku 2006 samostatného Srbska.
V obci stojí kostel narození přesvaté Bohorodice. Západně od vsi probíhá kanál Dunaj–Tisa–Dunaj.